# Poiana (Schitu Duca), Iași
Poiana este un sat în comuna Schitu Duca din județul Iași, Moldova, România.